# Première Nation de North Spirit Lake
La Première Nation de North Spirit Lake est une bande indienne de la Première Nation oji-cree du Nord de l'Ontario au Canada. Elle possède une réserve d'une superficie de 19,5 km2 située au nord de Red Lake. Elle fait partie du Conseil Keewaytinook Okimakanak et de la Nishnawbe Aski Nation. Elle est signataire du Traité numéro 5.

## Transports
North Spirit Lake est reliée aux Premières Nations de Sandy Lake et de Deer Lake par des routes d'hiver et de glace.

## Services
Le service de police à North Spirit Lake est assuré par le Nishnawbe-Aski Police Service (en).